# Giulio Galletti
Giulio Galletti foi um prelado católico romano que serviu como bispo de Alessano (1555–1560).

## Biografia
A 7 de janeiro de 1555, Giulio Galletti foi nomeado durante o papado de Júlio III como Bispo de Alessano. Serviu como Bispo de Alessano até à sua renúncia em 1560. Enquanto bispo, foi o principal co-consagrador de Flavio Orsini, bispo de Muro Lucano (1561), e Annibale Saraceni, bispo de Lecce (1561).